# Nick Carter
Nickolas Gene Carter (Jamestown, Nova Iorque, 28 de janeiro de 1980) é um cantor, compositor e ator estadunidense. Ele iniciou sua carreira artística ainda criança, se apresentando em shows de talentos, feiras e outros eventos. Aos treze anos, tornou-se conhecido como um dos integrantes do grupo masculino Backstreet Boys, que o levou ao estrelato e estabeleceu Carter — em meados dos anos 90 e início dos anos 2000 — como um ídolo adolescente.
O álbum de estreia de Carter em carreira solo, Now or Never, foi lançado em 2002 e recebeu a certificação ouro em países como Canadá, Estados Unidos e Japão, além de figurar em diversas paradas musicais mundialmente. Para a sua divulgação, a turnê Now or Never Tour foi realizada no ano seguinte. Em 2011, ele lançou I'm Taking Off, seu segundo álbum de estúdio, que integrou a parada de álbuns da Alemanha, Canadá e Japão. No mesmo ano, ele embarcou em sua segunda turnê, I'm Taking Off Tour.
Em 2014, Carter lançou um álbum em colaboração com o cantor Jordan Knight, o qual recebeu o nome de Nick & Knight, o álbum lançado exclusivamente nos Estados Unidos e Canadá, tornou-se seu segundo álbum a entrar na Billboard 200 e também produziu uma turnê acompanhante. No ano seguinte, ele lançou seu terceiro álbum de estúdio, All American (2015), seu desempenho comercial fez com que o álbum fosse o terceiro lançamento de Carter, a figurar na parada de álbuns do Canadá e seu terceiro álbum consecutivo a atingir o top 30 no Japão. Para a sua promoção ele embarcou na All American Tour, realizada em 2016.
Paralelamente a música, Carter também possui uma carreira de ator, além de escrever e produzir projetos cinematográficos. Ele também faz aparições ocasionais na televisão e estrelou seus próprios reality shows, House of Carters (2006) e I (Heart) Nick Carter (2014).

## Biografia e carreira

### 1980–1992: Infância e primeiros trabalhos artísticos
Nickolas Gene Carter nasceu em Jamestown, no estado de Nova Iorque, Estados Unidos, em 28 de janeiro de 1980, como o mais velho de cinco irmãos e filho de Robert Gene Carter e Jane Elizabeth Carter (nascida Spaulding). Ele possui ascendência galesa, irlandesa, alemã e inglesa. Na época de seu nascimento, seus pais possuíam um bar chamado Yankee Rebel. Em 1984, aos quatro anos, ele, os pais e sua irmã mais nova Bobbie Jean, mudaram-se para Ruskin, estado da Flórida, a fim dos pais administrarem a Casa de Repouso Garden Villa. Nos anos seguintes, os outros irmãos de Carter, Leslie e os gêmeos Aaron e Angel, nasceram.
Aos 8 anos, a mãe de Carter o ouviu cantando e decidiu matricula-lo em aulas de voz e dança, iniciando sua carreira artística em uma tenra idade. Nos anos seguintes, ele estrelou trabalhos publicitários, participou de shows de talentos e realizou diversas audições em papéis de ator. Seu primeiro papel de liderança como ator, ocorreu na quarta série, durante a produção escolar de Phantom of the Opera, na Miles Elementary School. Sua performance foi considerada tão enérgica, que ele recebeu aclamação do público presente. Carter também gravou um vídeo educacional chamado de Reach For The Book, um espetáculo de nome "The Klub" e se apresentou nos intervalos dos jogos do time de futebol americano, Tampa Bay Buccaneers, por dois anos.
Um de seus professores de dança, Sandy, colocou-o em seu primeiro grupo chamado Nick and the Angels. A partir de 1989, Carter passou a cantar diversas versões cover de músicas populares de outros artistas, que foram gravadas com o produtor Mark Dye, seu então treinador vocal. Essas gravações, também incluíram canções originais, que ele apresentava em eventos que participava. Em 1990, aos 10 anos, Carter realizou uma curta aparição no filme Edward Scissorhands, sua primeira incursão no cinema.
Aos 12 anos, Carter fez uma apresentação vencedora no programa New Original Amateur Hour da emissora ABC Family (atual Freeform), além disso, ele realizou dois testes simultâneos, um para ingressar no programa Mickey Mouse Club do Disney Channel e o outro para ingressar em um grupo masculino em formação, onde se apresentou com a canção "Take This Heart" (1992) de Richard Marx. Uma semana depois, ele recebeu uma resposta positiva para ingressar no grupo e também foi bem sucedido para fazer parte do programa Mickey Mouse Club e apesar de sua mãe preferir que ele ingressasse no programa, para que continuasse na escola, ela lhe deu a opção de escolher o que gostaria de fazer e Carter decidiu entrar no grupo em formação, que recebeu nome de Backstreet Boys.

### 1993–2002: Início com o Backstreet Boys eNow or Never
O Backstreet Boys foi formado oficialmente em abril de 1993 e passou a se apresentar em diversos locais pelos Estados Unidos, até obter um contrato de gravação pela Jive Records em 1994. No ano seguinte, o lançamento do primeiro single do grupo obteve um desempenho mediano em seu país, diferentemente ao obtido na Europa, levando o grupo a focar-se seus esforços neste último. O quinteto lançou dois álbuns de estúdio, Backstreet Boys (1996) e Backstreet's Back (1997), acompanhados de respectivas turnês musicais, levando o grupo a obter uma crescente popularidade, que se estendeu aos Estados Unidos com o lançamento de seu álbum de estreia no país.
Em 1999, Carter e seus companheiros de grupo lançaram seu terceiro álbum de estúdio, Millennium, juntamente com uma turnê acompanhante, que catapultou ainda mais a popularidade do grupo. No ano seguinte, Carter foi eleito uma das "50 Pessoas Mais Bonitas do Mundo" pela revista People.
Em 2001, o Backstreet Boys lançou seu quarto álbum de estúdio intitulado Black & Blue. Após o lançamento de seu primeiro álbum de grandes êxitos, The Hits: Chapter One em outubro do mesmo ano, o quinteto realizou uma pausa em suas atividades promocionais. Posteriormente, Carter começou a escrever canções e realizar sessões de gravação em seu tempo ocioso, quando a Jive pediu a ele para fazer um álbum solo. Durante o ano de 2002, quando o Backstreet Boys expressou um forte desejo de deixar sua empresa de gerenciamento, The Firm, Carter foi o primeiro membro do grupo a escolher permanecer com eles para gerenciar tanto sua carreira como os trabalhos de seu primeiro álbum solo. Dessa forma, o grupo começou a gravar demos de canções para seu próximo álbum de estúdio sem ele.
Em 24 de junho de 2002, Carter lançou seu single de estreia intitulado "Help Me", que serviu também como o primeiro single a ser retirado de seu álbum de estreia. A canção alcançou êxito comercial considerável, atingindo o top 10 das paradas de quatro países, além de obter entradas em outros doze. O single "Do I Have to Cry for You?" foi o segundo a ser lançado no mês de agosto. Mais tarde, em 29 de outubro, Carter lançou o álbum Now or Never, composto pelo gênero pop e pop-rock, seu lançamento alcançou a posição de número dezessete pela Billboard 200, além de figurar em diversas paradas musicais pelo mundo. Now or Never recebeu posteriormente, a certificação ouro nos Estados Unidos, Canadá e Japão.
No mesmo período, Carter foi o escolhido pelos leitores da revista adolescente Cosmogirl o "Homem mais sexy do mundo" em sua edição de outubro de 2002. Além disso, atuou em um episódio da série American Dreams da NBC.

### 2003–2009: Incursão na atuação eHouse of Carters
No início de 2003, Carter prosseguiu com a promoção de Now or Never, realizando sua primeira turnê solo mundial de nome Now or Never Tour, com apresentações em pequenos locais como clubes e em festivais. Em 14 de fevereiro, ele lançou o último single do álbum, "I Got You", que obteve desempenho comercial de maior destaque na Europa, Sudeste Asiático e Austrália. Nesse mesmo ano, ele começou a produzir seu segundo álbum solo, entretanto, isso foi suspenso quando o Backstreet Boys voltou ao estúdio para gravar um novo álbum, previsto para o ano de 2004.

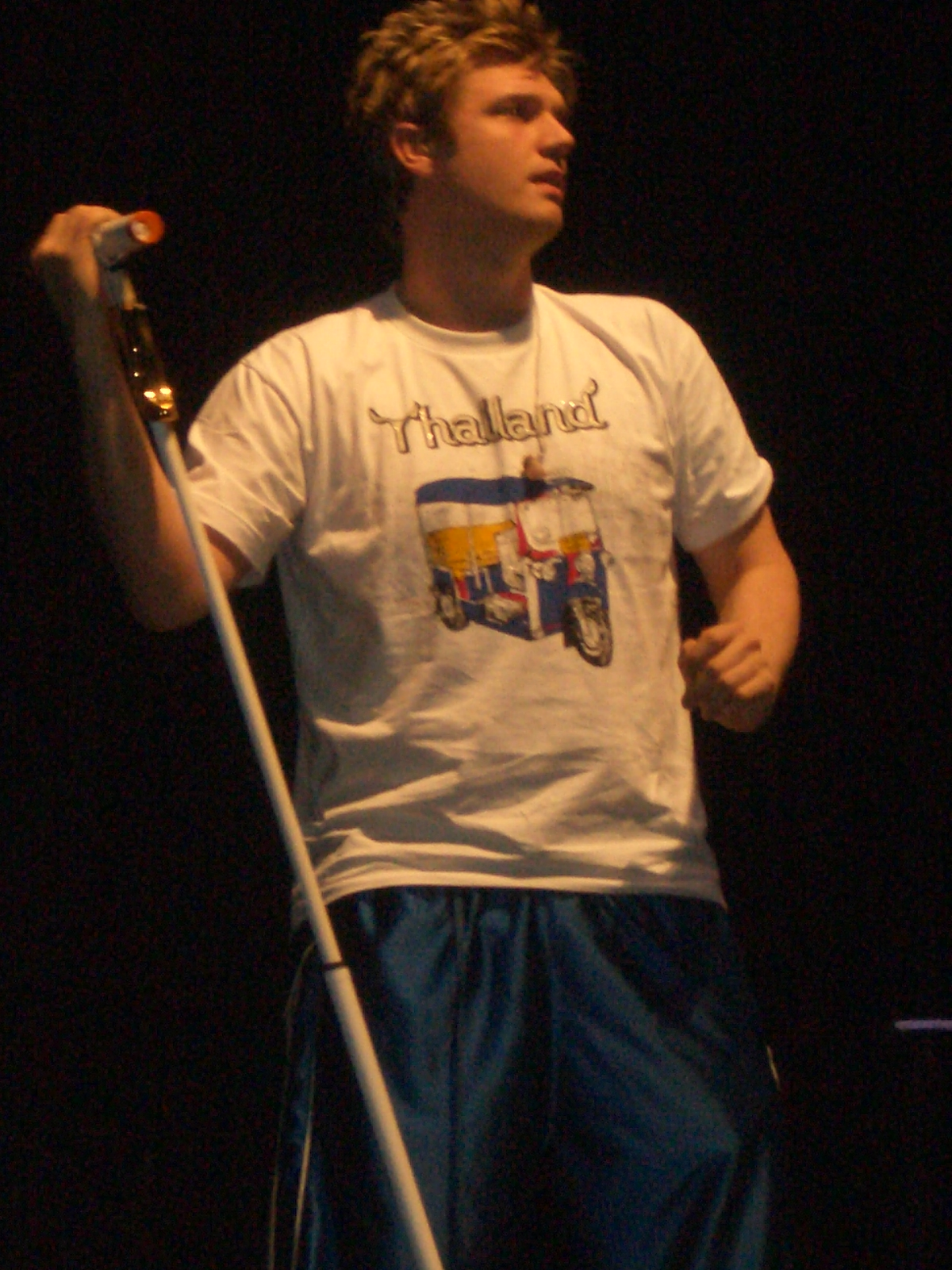
Carter apresentando-se em janeiro de 2006

Em outubro de 2004, Carter atuou no filme The Hollow, exibido inicialmente no especial de Halloween da ABC Family e posteriormente, editado para televisão para o público mais jovem. Ele interpretou o jogador de futebol americano Brody. Durante o ano de 2005, Carter realizou as atividades promocionais do Backstreet Boys, que incluíram o lançamento de seu quinto álbum de estúdio Never Gone e sua respectiva turnê mundial, que encerrou-se em fevereiro de 2006.
Posteriormente, em 2 de outubro do mesmo ano, Carter e seus irmãos estrelaram seu próprio reality show, House of Carters, exibido pela emissora E!, com um total de oito episódios. A série apresenta todos os cinco irmãos Carter se reunindo para morar na mesma casa juntos em Los Angeles, a fim de tentarem se reconectar em família.
Em 2007, Carter gravou o filme independente Kill Speed, onde interpretou o piloto de avião Forman. Devido a problemas com o seu lançamento, a estreia do filme ocorreu três anos depois. Em 2008, Carter começou a trabalhar em seu próximo álbum de estúdio. No ano seguinte, ele foi diagnosticado com cardiomiopatia, ocasionado pelos anos de abuso de drogas e álcool que viveu, devido a isso, percebeu que poderia morrer se não fizesse grandes mudanças em seu estilo de vida. Carter credita seu companheiro de grupo Kevin Richardson, pela ajuda em sua mudança de estilo de vida, quando lhe presentou com o livro de autoajuda Why Some Positive Thinkers Get Powerful Results (em português: Por que Alguns Pensadores Positivos Conseguem Resultados Sensacionais) de Norman Vincent Peale. Além disso, Carter foi entrevistado no programa The Ellen DeGeneres Show em 19 de fevereiro de 2009, para falar sobre seu passado com drogas e dependência de álcool.
Em 29 de outubro de 2009, Carter gravou um dueto com a cantora pop Jennifer Paige intitulado "Beautiful Lie", um single contido no relançamento do álbum de Paige, Best Kept Secret, que alcançou as posições de número 19 na Alemanha e 49 na Áustria, respectivamente.

### 2010–2014:I'm Taking Off,Nick & KnighteI (Heart) Nick Carter
Durante o ano de 2010, Carter começou a gravar novas canções para seu segundo álbum de estúdio, suas sessões de gravação ocorreram em sua maior parte durante os períodos de inatividade com o Backstreet Boys. Além disso, ele demonstrou interesse na área de direção e como escritor de roteiros de filmes. Seu primeiro trabalho na área cinematográfica ocorreu com o lançamento de The Pendant, um curta-metragem de drama-suspense de 15 minutos, em que dirigiu e protagonizou o personagem Barrett, que se encontra no meio de um triângulo amoroso amaldiçoado do passado. The Pendant obteve uma exibição pública, em Toronto, Canadá, em 13 de agosto. O público pode assistir ao filme comprando ingressos em seu website oficial, que também foi comercializado em DVD.
Em 2 de fevereiro de 2011, Carter lançou seu segundo álbum de estúdio intitulado I'm Taking Off, primeiramente no Japão, que atingiu a posição de número 8 pela Oricon Albums Chart. Em 24 de maio, o álbum foi lançado em formato digital nos Estados Unidos, além de ter sido lançado na Alemanha em 3 de junho de 2011 e no Canadá em 9 de agosto, onde neste último, atingiu pico de número 12 pela  Billboard Canadian Albums. I'm Taking Off produziu os singles "Just One Kiss", "I'm Taking Off", "Love Can't Wait" (exclusivo para o mercado canadense) e "Burning Up". O álbum que contém todas as suas faixas co-escritas por Carter e lançado sem ele conter um contrato com uma grande gravadora, foi composto de uma versão deluxe de CD+DVD no Japão e recebeu uma versão de remixes, chamada de I'm Taking Off: Relaunched & Remixed, contendo 16 faixas, lançado em formato digital em 15 de novembro de 2011.

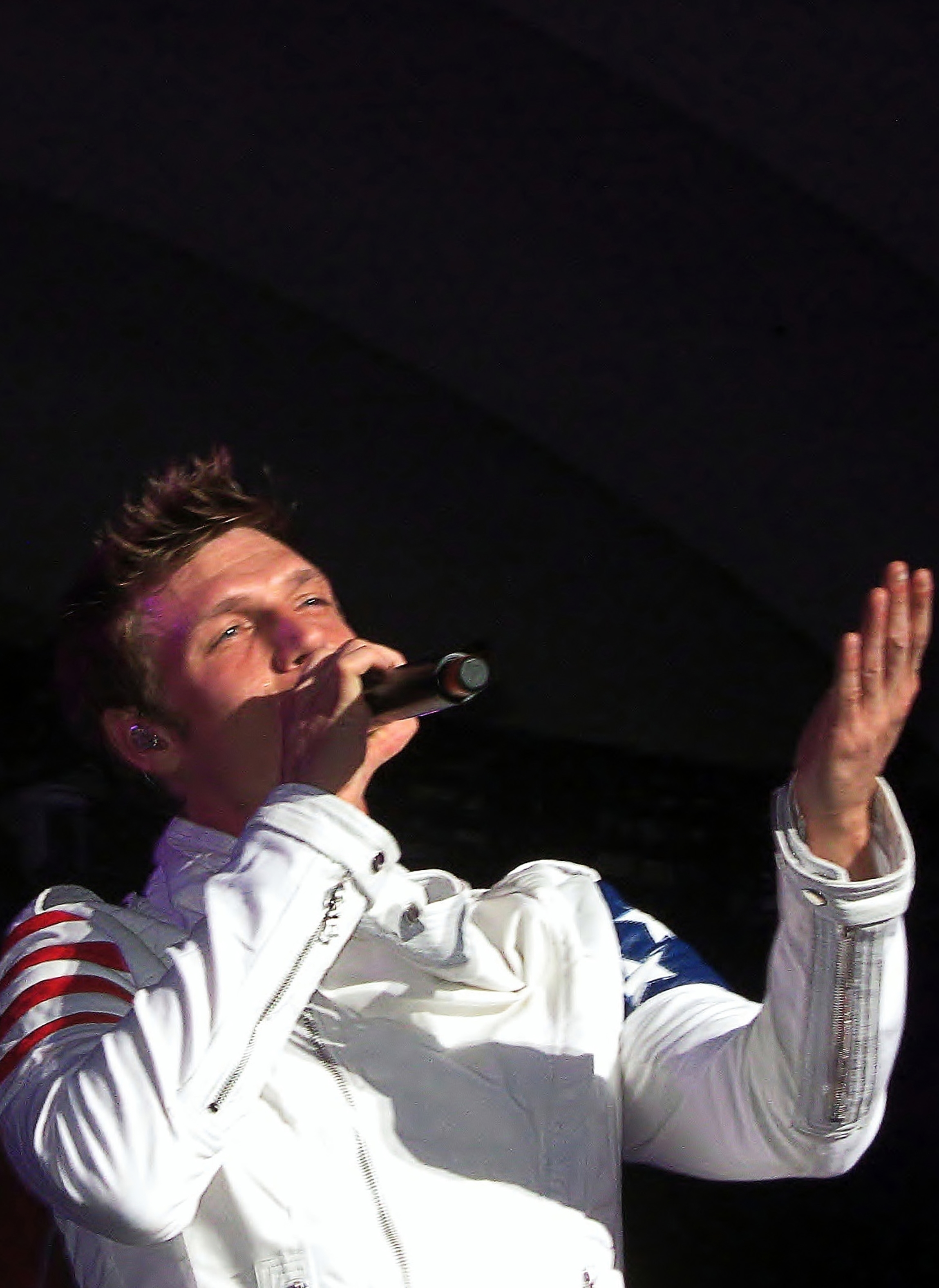
Carter apresentando-se em Ontário, Canadá, em agosto de 2012.

Adicionalmente, durante os anos de 2011 e 2012, Carter realizou atividades promocionais com o Backstreet Boys, que incluiu uma turnê colaborativa com o grupo New Kids on the Block, durante a turnê, ele e o membro do NKOTB, Jordan Knight, exploraram a ideia de uma colaboração entre os dois, que se transformaria mais tarde em um álbum. Em setembro de 2013, Carter lançou seu primeiro livro de memórias e de autoajuda intitulado Facing the Music and Living to Talk About It, lançado pela editora Bird Street Books, seu contrato de publicação surgiu após uma entrevista ao programa Dr. Phil, onde discutiu sobre sua luta com drogas e álcool.
Em janeiro de 2014, as gravações do álbum de Carter e Knight foram realizadas e em 2 de setembro do mesmo ano, ocorreu o lançamento do projeto conjunto sob o nome de Nick & Knight, seu lançamento foi precedido pela canção "Just The Two of Us", disponibilizada para download digital através da pré-venda do álbum e pelo lançamento de seu single principal "One More Time" em 15 de julho. Nick & Knight estreou em seu pico de número 24 pela parada estadunidense Billboard 200, bem como no Canadá posicionando-se em número 14 pela Canadian Albums Chart. Para a sua promoção, uma turnê de apoio foi realizada nos Estados Unidos e Canadá, entre setembro e novembro de 2014.
Carter também retornou a televisão em 2014, estrelando ao lado de sua então noiva Lauren Kitt, o seu próprio reality show chamado de I Heart Nick Carter, com estreia datada em 10 de setembro pela emissora VH1. O programa de oito episódios, documenta a vida de Carter, durante os preparativos para seu casamento, além de conter imagens de seu dia a dia, no estúdio de gravação, eventos de caridade e turnê com o Backstreet Boys pela Europa. Cenas do casamento foram exibidas no episódio final de uma hora de duração.

### 2015–2018:All American, participação em programas de televisão eDead 7
Em 2015, Carter anunciou que estava trabalhando em um terceiro álbum solo para lançamento ainda naquele ano. Este álbum o mostraria retornando ao gênero pop-rock de seu álbum de estreia Now or Never (2002), além de possuir canções retrô. Em 26 de agosto, foi revelado que ele seria um dos competidores da 21ª temporada do programa Dancing with the Stars, com início em 14 de setembro. Carter e a dançarina profissional Sharna Burgess chegaram às finais e conquistaram a segunda colocação geral da temporada. Adicionalmente, durante seu episódio final, ele cantou ao vivo o single "I Will Wait", lançado previamente em 12 de setembro através de formato digital, que também serviu como primeiro single de seu terceiro álbum de estúdio, intitulado  All American. O álbum foi lançado em 25 de novembro do mesmo ano, através de formato digital pela Kaotic Inc. Dois dias depois do lançamento de All American, Carter anunciou que a faixa "Get Over Me", um dueto com a cantora canadense Avril Lavigne, seria lançada como um single promocional', devido à sua popularidade e ao pedido do público nas mídias sociais.
No início de 2016, ele lançou os singles "Nothing's Gonna Change My Love for You" (apenas para o mercado japonês) e "19 in 99". All American foi lançado em fevereiro e março de 2016, respectivamente, no Japão e Canadá e atingiu as posições de número 99 pela Billboard Canadian Albums e de número 27 pela Oricon Albums Chart. Em apoio ao álbum, Carter embarcou na turnê All American Tour, que iniciou-se em 24 de fevereiro em Sacramento, Estados Unidos e também contou com apresentações na América Latina.
Posteriormente em 1 de abril do mesmo ano, Carter lançou Dead 7, um filme de faroeste e terror escrito por ele e dirigido por Danny Roew, que foi exibido pela emissora por assinatura Syfy nos Estados Unidos, como sua produção original. As filmagens ocorreram previamente em agosto e setembro de 2015. Seu enredo retrata um grupo de pistoleiros que se reúnem para livrar uma pequena cidade de uma invasão zumbi. O elenco foi composto de Carter, que interpreta Jack, a única pessoa que pode guiar o grupo na missão. Além dele, o elenco de Dead 7 contém seus companheiros de grupo, AJ McLean e Howie Dorough, bem como de membros de outros grupos pop em destaque nos anos noventa como 98 Degrees, O-Town, 'N Sync e All-4-One.
Durante o ano de 2017, Carter realizou atividades promocionais com o Backstreet Boys, que incluiu seu concerto de residência em Las Vegas, além de realizar trabalhos na televisão. Ele tornou-se o juiz convidado do episódio de 24 de abril do programa Dancing with the Stars, além de estrelar como um dos mentores do programa de talentos Boy Band, exibido a partir do mês de junho pela ABC.

### 2020–presente
Durante a pandemia de COVID-19, Carter anunciou que lançaria novos projetos solo.
Dois meses após a morte de Aaron, Carter homenageou seu irmão com um novo single, "Hurts To Love You", e o videoclipe apresentou imagens de Aaron por meio de fotos e vídeos caseiros. Algumas das letras da música incluem: "É doloroso amar você, mas eu ainda te amo/ Sinto sua falta de todo o meu coração, você sabe que sempre sentirei sua falta." Em 18 de agosto, Carter lançou um novo single, "Superman", dedicando-o à sua família após tudo o que eles passaram com a morte de Aaron, bem como ao envolvimento de sua irmã Angel com a fundação On Our Sleeves. Esta fundação trabalha para ajudar crianças que enfrentam problemas de saúde mental e emocional. Em conjunto com a On Our Sleeves, Nick realizou um evento em homenagem a Aaron em um show beneficente em janeiro.
Em julho de 2023, Carter anunciou que embarcaria em sua primeira turnê solo em quase uma década. A Who I Am World Tour foi um show mais pessoal para os fãs descobrirem a história de Carter sobre suas muitas influências musicais iniciais antes de se juntar aos Backstreet Boys. Carter apresentaria músicas de seus álbuns solo, canções dos Backstreet Boys e covers de músicas da década de 1980. A turnê começou em 4 de outubro de 2023 em Lexington, Kentucky, para uma turnê inicial de 14 cidades pela América do Norte. Posteriormente, expandiu-se com Carter viajando para a América Latina, Europa, Ásia e uma segunda etapa na América do Norte.
Carter lançou dois novos singles, "Made for Us", dedicado aos seus fãs, e "Never Break My Heart (Not Again). 
Como parte de sua turnê mundial de 2025, intitulada Who Am I, Carter se apresentou em vários países a partir de 8 de fevereiro até 18 de março e deve continuar em outubro.
Desde então, ele lançou mais duas canções, "Stages", em 11 de março e "Hey Kid", em 31 de março, dedicadas a todos que estão crescendo na indústria. Em 8 de maio, Carter anunciou que o título de seu álbum solo seria Love Life Tragedy, lançado no dia 15 do mesmo mês. O álbum ficou em primeiro lugar no Worldwide iTunes Album Charts.

## Filantropia
Ao longo dos anos, Carter tem realizado diversas ações filantrópicas, e afirmou ter paixão pelo meio ambiente e seus oceanos. Em 2001, ele iniciou a Campanha dos Oceanos de Nick Carter, como parte da fundação Just Within Reach, criada pelo seu companheiro de grupo Kevin Richardson. Em 17 de maio de 2007, foi anunciado como o novo Embaixador Especial das Nações Unidas para o Ano do Golfinho, que teve o objetivo de aumentar a conscientização sobre estes animais na natureza, as ameaças que eles enfrentam à sua sobrevivência e as ações que poderiam ajudar em sua conservação. Carter representou o Programa das Nações Unidas para o Meio Ambiente, a Convenção sobre Espécies Migratórias e a Sociedade para a Conservação de Baleias e Golfinhos. Parte de suas ações incluíram anúncios de serviço público e comparecer em escolas. Ele também trabalhou com o Programa das Nações Unidas para o Meio Ambiente (PNUMA) e a Rede de Ação de Recifes de Coral (ICRAN).
Em 22 de setembro de 2007, Carter se apresentou em um evento beneficente, a fim de arrecadar fundos para a criação do primeiro abrigo para gatos selvagens sem eutanásia do Condado de Orange. Ele também já leiloou vários itens ao longo dos anos para instituições de caridade, em 2016, vendeu duas pinturas de seu acervo pessoal, e parte dos lucros foi doada ao Hospital Infantil St. Jude, localizado em Memphis.

## Vida pessoal

### Relacionamento familiar
Carter cresceu presenciando os pais bebendo e brigando constantemente, era ele que tomava conta dos irmãos durante o dia, enquanto os pais trabalhavam. Seu escape a situação familiar em que vivia, se deu através de seus trabalhos na indústria do entretenimento. Segundo Carter, não foi até ele se juntar ao Backstreet Boys, que pode ver o que era fazer parte de uma família normal. Anos mais tarde, ao receber a oferta de se reunir com os irmãos em House of Carters, ele intencionava criar um ambiente familiar e amoroso, o qual não tiveram quando cresciam. Em setembro de 2019, Carter entrou com uma ordem de restrição temporária contra o irmão mais novo, Aaron, após alegar que ele ameaçou matar sua esposa, então grávida. Em 20 de novembro, a justiça lhe concedeu o pedido de restrição pelo período de um ano.

### Relacionamentos
Carter teria namorado Debra LaFave, Willa Ford e Paris Hilton.
Em 20 de outubro de 2008, Carter conheceu a instrutora fitness e atriz, Lauren Michelle Kitt, durante uma reunião em sua casa na Califórnia e a partir de então, iniciaram um relacionamento. Em 20 de fevereiro de 2013, Carter pediu Kitt em casamento, a cerimônia ocorreu em 12 de abril de 2014 em Santa Barbara, Califórnia. Imagens do casamento foram publicadas na edição semanal de 5 de maio de 2014 da revista In Touch Weekly, além de filmagens também terem sido realizadas para o reality show de Carter, I Heart Nick Carter.
O casal possui três filhos, Odin Reign Carter, nascido em 19 de abril de 2016, Saoirse Reign Carter, nascida em 2 de outubro de 2019. e Pearl Carter, nascida em 21 de abril de 2021.

### Questões legais
Em 13 de janeiro de 2016, Carter foi preso em Key West, Flórida, após uma briga e recebeu uma acusação de contravenção, quando teve sua entrada negada em um bar devido a "altos níveis de embriaguez".
Em novembro de 2017, ele foi acusado pela cantora Melissa Schuman de agressão sexual, ocorrido 15 anos antes. Carter negou as acusações, em setembro de 2018, a Promotoria do Condado de Los Angeles decidiu não abrir um processo sobre a alegação, baseando-se no estatuto de limitações já ter expirado.

## Discografia

### Álbuns solo
- Now or Never (2002)
- I'm Taking Off (2011)
- All American (2015)
- Love Life Tragedy (2025)

### Álbuns colaborativos
- Nick & Knight (com Jordan Knight) (2014)

## Turnês
- Now or Never Tour (2003)
- I'm Taking Off Tour (2011–2012)
- Nick & Knight Tour (2014)
- All American Tour (2016)
- Who I Am World Tour (2023)
- Who Am I World Tour (2025)

## Filmografia

### Filmes
| Ano  | Título              | Papel                           | Notas                                     |
| ---- | ------------------- | ------------------------------- | ----------------------------------------- |
| 1990 | Edward Scissorhands | Garoto no escorregador aquático | Participação não creditada                |
| 2004 | The Hollow          | Brody                           |                                           |
| 2010 | The Pendant         | Barrett                         | Curta-metragem, atuou como Diretor / Ator |
| 2010 | Kill Speed          | Foreman                         | Lançado diretamente em vídeo              |
| 2016 | Dead 7              | Jack                            | Atuou como Produtor executivo / Ator      |

### Televisão
| Ano  | Emissora    | Título                 | Papel       | Notas                                          |
| ---- | ----------- | ---------------------- | ----------- | ---------------------------------------------- |
| 2002 | NBC         | American Dreams        | Jay Black   | Temporada 1, episódio 6                        |
| 2002 | Nickelodeon | All That               | Diversos    | Temporada 8, episódio 8                        |
| 2003 | CBS         | Star Search            | Ele mesmo   | (com Aaron Carter), participação como juiz     |
| 2003 | ABC         | 8 Simple Rules         | Ben Hatcher | Temporada 1, episódios 17 e 18                 |
| 2003 | Fox         | American Juniors       | Ele mesmo   | Participação como juiz, episódio 6             |
| 2003 | MTV         | Punk'd                 | Ele mesmo   | Temporada 2, episódio 2                        |
| 2006 | E!          | House of Carters       | Ele mesmo   |                                                |
| 2011 | Sindicação  | Dr. Phil               | Ele mesmo   | Entrevista e performance de "Burning Up".      |
| 2012 | The CW      | 90210                  | Ele mesmo   | Temporada 4, episódio 23                       |
| 2014 | VH1         | I (Heart) Nick Carter  | Ele mesmo   |                                                |
| 2015 | ABC         | Dancing with the Stars | Ele mesmo   | Competidor, temporada 21                       |
| 2017 | ABC         | Dancing with the Stars | Ele mesmo   | Juiz convidado para a semana 6 da temporada 24 |
| 2017 | ABC         | Boy Band               | Ele mesmo   | Mentor                                         |